# Dendronetria
Dendronetria es un género de arañas araneomorfas de la familia Linyphiidae. Se encuentra en Borneo.

## Lista de especies
Según The World Spider Catalog 12.0:
- Dendronetria humilis Millidge & Russell-Smith, 1992 ;
- Dendronetria obscura Millidge & Russell-Smith, 1992.